# Orimba cleomedes
Orimba cleomedes är en fjärilsart som beskrevs av William Chapman Hewitson 1807. Orimba cleomedes ingår i släktet Orimba och familjen Riodinidae. Inga underarter finns listade i Catalogue of Life.